# Jocelyn Lovell
Jocelyn Bjorn Lovell (* 19. Juli 1950 in Norwich, Vereinigtes Königreich; † 3. Juni 2016) war ein kanadischer Radrennfahrer. Jocelyn Lovell, Sohn eines englischen Vaters und einer dänischen Mutter, war der populärste kanadische Radsport-Star der 1970er Jahre. Die Erfolge des als unbequem geltenden Sportlers sorgten für einen Radsport-Boom in Kanada. Nach einem Unfall saß er ab 1983 im Rollstuhl.

## Sportliche Laufbahn
1969 siegte Lovell beim Straßenrennen Fitchburg Longsjo Classic, wandte sich aber anschließend mehr dem Bahnradsport zu. Bei den British Commonwealth Games 1970 in Edinburgh errang er drei Medaillen: Gold im Scratch über zehn Meilen, Silber im Tandemrennen mit Barry Harvey und Bronze im 1000-Meter-Zeitfahren. Im Jahr darauf wurde er vierfacher kanadischer Meister, in der Einerverfolgung, im Sprint, im 1000-Meter-Zeitfahren sowie über zehn Meilen.
Nach den UCI-Bahn-Weltmeisterschaften 1973 in San Sebastian blieb das kanadische Nationalteam zum Training in Spanien. Im dortigen Hotel entwendete Lovell eine Kiste mit Keksen aus dem Dienstzimmer der Zimmermädchen, verteilte sie an seine Sportkameraden und erzählte dies den Betreuern. Daraufhin wurde er wegen Diebstahls von der Mannschaftsleitung für zunächst ein Jahr, später für sechs Monate ausgeschlossen. Diese Episode wurde als „Cookie Craper“ bekannt.
Lovell blieb in Europa, wurde Profi für ein Jahr und 1974 kanadischer Meister im Straßenrennen. Nachdem er festgestellt hatte, dass er das Leben als Profi nicht mochte, ließ er sich reamateurisieren, errang bei den Panamerikanischen Spielen 1975 die Goldmedaille im Zeitfahren, wurde 1977 kanadischer Meister im Punktefahren und im Zeitfahren sowie 1978 im Sprint und im Zeitfahren. Zudem errang er insgesamt zehnmal den nationalen Titel im Einzelzeitfahren auf der Straße. 1978 war sein erfolgreichstes Jahr, in dem er drei Goldmedaillen bei den Commonwealth Games – im Zeitfahren, im Tandemrennen (mit Gordon Singleton) und im Scratch über zehn Meilen – errang und zudem bei den UCI-Bahn-Weltmeisterschaften 1978 in München Vize-Weltmeister im Zeitfahren wurde. Insgesamt errang er 35 nationale Titel.
Dreimal nahm Jocelyn Lovell auch an Olympischen Spielen teil, im Sprint, im Zeitfahren auf der Bahn, im Einzelzeitfahren und in der Mannschaftsverfolgung. Seine beste Platzierung war ein siebter Platz im Einzelrennen bei den Olympischen Spielen 1968 in Mexiko.

## Privates
In erster Ehe war Jocelyn Lovell bis Mitte der 1980er Jahre mit der Radrennfahrerin und Eisschnellläuferin Sylvia Burka verheiratet, später heiratete er ein zweites Mal. 1983 wurde er beim Radtraining von einem Lastwagen angefahren, war seitdem querschnittgelähmt und saß im Rollstuhl. Lovell engagierte sich in der Spinal Cord Society, die die Erforschung von Rückenmarksverletzungen unterstützt. Lovell starb am 3. Juni 2016, nachdem er schon sieben Monate im Krankenhaus verbracht hatte.

## Ehrungen
1985 wurde Lovell in den Canada’s Sports Hall of Fame aufgenommen, 2015 in die neugegründete Canadian Cycling Hall of Fame im Mattamy National Cycling Centre.

## Erfolge

### Straße
1969
- Fitchburg Longsjo Classic
- Kanadischer Meister – Einzelzeitfahren

1971
- Kanadischer Meister – Einzelzeitfahren

1973
- Kanadischer Meister – Einzelzeitfahren

1974
- Kanadischer Meister – Straßenrennen, Einzelzeitfahren

1975
- Kanadischer Meister – Einzelzeitfahren

1976
- Kanadischer Meister – Einzelzeitfahren

1977
- Kanadischer Meister – Einzelzeitfahren

1978
- Kanadischer Meister – Einzelzeitfahren
- Tour of Somerville

1980
- Kanadischer Meister – Einzelzeitfahren

### Bahn
1970
- Sieger Commonwealth Games – Scratch (10 Meilen)
- Commonwealth Games – Tandemrennen (mit Barry Harvey)
- Commonwealth Games – 1000-Meter-Zeitfahren

1971
- Sieger Panamerikaspiele – 1000-Meter-Zeitfahren
- Kanadischer Amateur-Meister – Sprint, Verfolgung, Scratch (10 Meilen), 1000-Meter-Zeitfahren

1975
- Sieger Panamerikaspiele – 1000-Meter-Zeitfahren

1976
- Kanadischer Amateur-Meister – Sprint

1977
- Kanadischer Meister – Punktefahren

1978
- Weltmeisterschaft – 1000-Meter-Zeitfahren
- Sieger Commonwealth Games – Scratch (10 Meilen), 1000-Meter-Zeitfahren, Tandemrennen (mit Gordon Singleton)
- Kanadischer Meister – Sprint, Punktefahren